# Allein gegen alle
Allein gegen alle war der Titel einer Unterhaltungssendung im ARD-Hörfunk, die von 1963 bis 1977 ausgestrahlt wurde.

## Ablauf
In dem von Hans Rosenthal moderierten und live gesendeten Spiel trat ein Hörer gegen eine ganze Stadt an. Der Einzelspieler stellte zunächst fünf schwierige Fragen an eine Stadt bis zu 25.000 Einwohnern. Die Stadt hatte innerhalb der fünfzehnminütigen Ratezeit die Möglichkeit, drei Antwortversuche durchzugeben. Bis zum 10. Mai 1975 entschieden drei Schiedsrichter über die Richtigkeit der Antwort, indem sie die Daumen nach oben, oder bei einer falschen Antwort nach unten, zeigten. Ab dem 7. Juni 1975 wurden anstelle der Daumen akustische Signale verwendet. Bei einer richtigen Antwort hörte man dreimal einen Gong, bei einer falschen Antwort dreimal Vogelgezwitscher. Wenn nach Ablauf der Zeit noch nicht alle Fragen beantwortet waren, so wiederholte Rosenthal die Fragen, bei denen die Stadt noch einen Versuch zur Verfügung hatte. Gab die Stadt die richtige Antwort, so bekam sie einen Punkt. Lag sie mit dem letzten Versuch falsch, so bekam der Kandidat einen Punkt. Verlor der Kandidat knapp mit 2:3, so konnte er mithilfe einer Schätzfrage noch ausgleichen und ein Unentschieden erreichen.
Wenn der Kandidat den „Quizkampf der Gehirne“ für sich entscheiden konnte oder nach der Schätzfrage ausgleichen konnte, durfte er in der darauffolgenden Sendung fünf weitere Fragen an eine Stadt bis zu 100.000 Einwohnern stellen. Dann folgten eine Großstadt und schließlich eine Landeshauptstadt oder Millionenstadt. Nur wenige Mitspieler haben allerdings diese vier Hürden siegreich genommen: Von 269 Fragestellern waren in 161 Sendungen 13 Hörer erfolgreich und wurden zum „Männeken Quiz“ beziehungsweise „Mannequin Quiz“ ernannt. Die Kandidaten erhielten von der Stadt fast immer ein Geschenk, was von einer kleinen Aufmerksamkeit bis zur Einladung für einen mehrtägigen Besuch für 2 Personen gehen konnte.
Auf der anderen Seite spielten insgesamt 207 Orte und Städte mit, 70 (43 Kleinstädte / 18 Mittelstädte / 7 Großstädte / 2 Landeshauptstädte) davon waren erfolgreich; sie erhielten nach drei siegreichen Teilnahmen den Titel „Unschlagbare Rätselstadt“. Einige bundesweit weniger bekannte Orte wie Brilon oder Radevormwald erhielten durch die Berichterstattung in Medien wie Programmzeitschriften überregional Aufmerksamkeit. Die Stadt wurde zudem am Beginn der Sendung von ihrem Vertreter (oft dem Bürgermeister) vorgestellt, was zuweilen einem Werbebeitrag ähnelte. Zu dem eigentlichen Ratewettkampf stellte der Spielmeister Hans Rosenthal der Stadt noch eine Zusatzaufgabe, die aus einem lustigen Sonderspiel – meist auf dem Marktplatz oder Rathausvorplatz ausgetragen – bestand. Hier mussten die Bürger der jeweiligen mitspielenden Orte beweisen, dass sie auch Humor und Spielfreude besaßen, um ihrer Stadt zu einem Sonderpunkt zu verhelfen. So gab es oft die Gelegenheit, Lieder zu singen, sportliche Wettkämpfe zu bestreiten oder Gedichte vorzutragen. In einer frühen Sendung der 1960er-Jahre wurde sogar schon ein Frauenfußballspiel ausgetragen. Ähnliche Sonderspiele wurden viel später in der ZDF-Fernsehsendung Wetten, dass …? als sogenannte Stadtwette übernommen.

## Ausstrahlung
Die Spielidee zu diesem Radio-Quiz stammte ursprünglich von Jean-Paul Blondeau. Die Quizsendung lief auch Anfang der 1960er Jahre in den Radiosendern von Belgien und Frankreich, allerdings nicht so erfolgreich, so dass sie nach wenigen Folgen wieder abgesetzt wurde. Der NDR-Unterhaltungschef Henri Regnier erwarb die Spielidee und unterbreitete sie Hans Rosenthal, der schließlich ein neues Konzept und neue Spiele erfand.

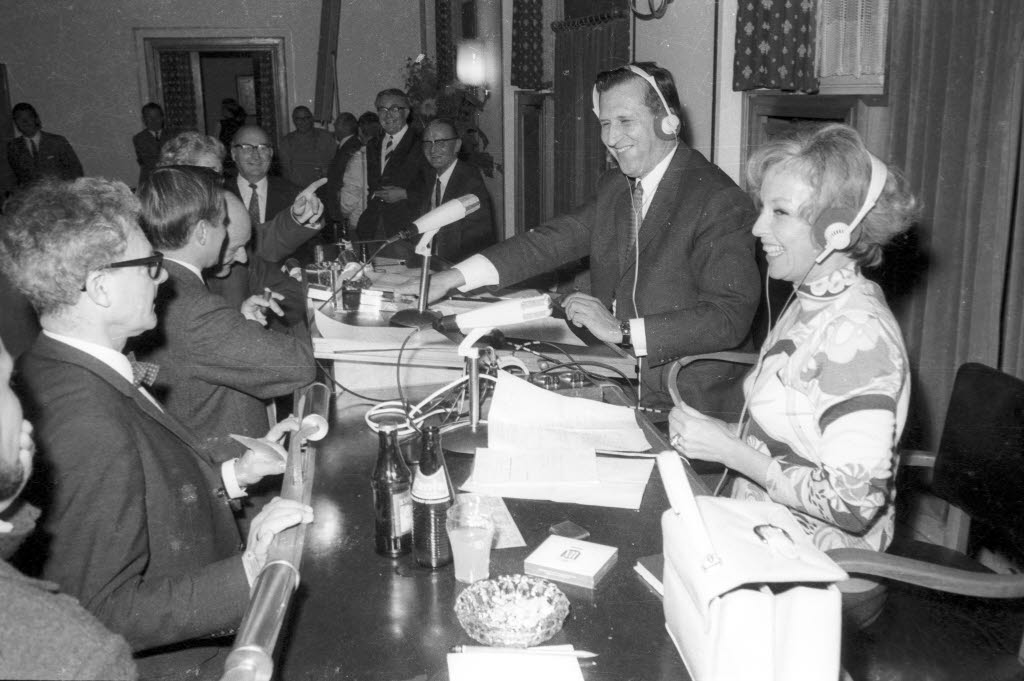
„Allein gegen alle“ am 30. August 1969 aus dem Kieler Rathaus

In Deutschland wurde die erste Sendung am 24. Januar 1963 aus dem Studio 10 des NDR Hamburg (heute: Rolf-Liebermann-Saal) als Co-Produktion zwischen dem Norddeutschen Rundfunk und RIAS Berlin gesendet. Im Laufe der Jahre kamen immer neue co-produzierende Rundfunkanstalten dazu (Süddeutscher Rundfunk Stuttgart, Südwestfunk Baden-Baden, Saarländischer Rundfunk Saarbrücken, Hessischer Rundfunk Frankfurt und Westdeutscher Rundfunk Köln), so dass die Sendung fast flächendeckend in der ganzen Bundesrepublik gehört werden konnte. Vom 9. Mai 1964 an war auch der Schweizer Telefonrundspruch immer mit angeschlossen. Am Anfang betrug die Sendezeit 90 Minuten; später wurde die Übertragung auf zwei Stunden ausgeweitet. Die Veranstaltungen fanden jeweils vor Publikum in einem Saal oder einer Halle statt. Rosenthal war mit Allein gegen alle in Berlin und folgenden Städten der Bundesrepublik zu Gast: Hamburg, Peine, Holzminden, Frankfurt am Main, Travemünde, Flensburg, Kiel, Hannover, Köln, Stuttgart, Baden-Baden, Freiburg, Saarbrücken und Mannheim. Die letzte Folge von Allein gegen alle (161. Sendung) wurde am 17. Dezember 1977 aus Stuttgart (Villa Berg) ausgestrahlt. Zu den Mitwirkenden einer jeden Sendung gehörten Künstler von Film, Bühne, Funk und Fernsehen, sowie das jeweilige Tanzorchester der als Zentrale fungierenden Rundfunkanstalt, die jeweils ihre musikalische Visitenkarte abgeben konnten. Folgende Dirigenten traten dabei in erster Linie in Aktion: Alfred Hause und Franz Thon (NDR); Werner Müller, Helmuth Brandenburg, Horst Jankowski und Heinrich Riethmüller (RIAS Berlin); Willy Berking (HR); Werner Müller (WDR); Erwin Lehn und Willy Matthes (SDR); Rolf-Hans Müller (SWF); Eberhard Pokorny (SR). Als Produktionschef dieser Sendereihe fungierte der langjährige NDR-Mitarbeiter Kip Oppermann, der auch viele andere Hörfunkreihen von Hans Rosenthal betreute.

## Adaptionen
Die ARD versuchte, das Format auf das Fernsehen zu übertragen und brachte eine Sendung gleichen Titels von 1978 (1. Folge: 18. März 1978) bis 1980 (17. Folge: 13. September 1980) in ihrem ersten Programm, im ersten Jahr sogar als Eurovisionssendung unter Beteiligung des Österreichischen (ORF) und Schweizer Fernsehens (SRG). Die ersten vier Folgen wurden von dem Schauspieler und Regisseur Wolfgang Spier moderiert; danach übernahm die Moderation Max Schautzer, der die Sendung dann, nach anfänglichen Schwierigkeiten, noch zu einem Erfolg bringen konnte. Der Uneinigkeit der einzelnen coproduzierenden ARD-Rundfunkanstalten war es letztendlich geschuldet, dass die intellektuelle Unterhaltungssendung schließlich eingestellt wurde.
Von Oktober 2007 bis September 2013 wurde die Sendung im Deutschlandradio Kultur in einer bearbeiteten, gekürzten und von Olaf Kosert und Claus Bredel kommentierten Fassung am Sonntagmorgen (zunächst wöchentlich, seit Oktober 2009 alle vier Wochen) im Rahmen der Reihe „Aus den Archiven“ wiederholt.
Seit 1975 gibt es einen Freundeskreis der ehemaligen Fragesteller von „Allein gegen alle“, der sich vorwiegend in Baden-Württemberg, aber auch in Franken und Berlin einmal im Jahr trifft. Die über 40-jährige Freundschaft von ehemaligen Rundfunkquizkandidaten dürfte einmalig in Deutschland sein.
Am 15. Juni 2019 wurde im Fernwehpark in Oberkotzau bei Hof (Saale) ein Schild zur Erinnerung an die Radiosendung Allein gegen alle sowie an Hans Rosenthal von den Fragestellern anlässlich des jährlichen Treffens angebracht.

## Verschiedenes
In der 100. Sendung wurde die Stadt Flensburg zur „Unschlagbaren Rätselstadt“.
Wegen einer achtminütigen Sendepanne bei der Übertragung am 15. November 1969 bekam die Stadt Herzberg am Harz im Februar 1970 eine zweite Chance.